# Ailefroide
Ailefroide (3953 m n.p.m.) – szczyt w grupie górskiej Écrins w Alpach Delfinackich.
Masyw Ailefroide wznosi się w głównym grzbiecie grupy Écrins (biegnącym w tym miejscu południkowo), ok. 4 km na południe od szczytu Barre des Écrins. Jest zwornikiem dla odgałęziającej się tu ku wschodowi bocznej grani, zakończonej masywem Mont Pelvoux.
Grań masywu Ailefroide, o długości blisko 3 km, tworzy wielki „rogalik” wybrzuszony ku północnemu zachodowi. Od południa ogranicza masyw przełęcz Col d’Ailefroide (3336 m n.p.m.), od północy przełęcz oddzielająca go od Pic de la Temple (3391 m n.p.m.), od wschodu przełęcz Col du Glacier Noir (3481 m n.p.m.).
Zachodnie zbocza masywu opadają do doliny źródłowych cieków potoku Vénéon, wschodnie i południowe – stanowiące wnętrze wspomnianego „rogalika” i przykryte w znacznej części lodowcem Glacier de l’Ailefroide – ku dolinie potoku Celse Nière, zaś północne – wprost na lodowiec Glacier Noir.
W grani masywu wyróżniamy (idąc od południa): Ailefroide Occidentale (A. Zachodnia; 3953 m n.p.m., najwyższy wierzchołek), Ailefroide Centrale (3928 m n.p.m., wierzchołek zwornikowy), Pointe Fourastier (3907 m n.p.m.) i Ailefroide Orientale (A. Wschodnia; 3847 m n.p.m., już w bocznej grani wschodniej).
Pierwsze wejście: William A. Coolidge i Margaret Brevoort z przewodnikami Christianem i Ulrichem Almerami w 1870.
Ailefroide to również nazwa małego przysiółka należącego do komuny Pelvoux, leżącego w dolinie Vallouise u południowo-wschodnich podnóży masywu Mont Pelvoux. Poza kilkoma zabudowaniami i maleńką kapliczką znajduje się tu kemping, licznie odwiedzany latem przez turystów górskich i alpinistów, stanowiący bazę wypadową dla południowo-wschodniej części grupy górskiej Écrins.